# Émaux cristallins
Les émaux cristallins sont des émaux céramiques à motifs de cristaux obtenus par une technique particulière d'émaillage.

## La technique
Elle consiste à élever la température du four pour atteindre 1250 °C à 1 300 °C, faisant fondre l'ensemble des composants de l'émail recouvrant la pièce de céramique. La descente en température se fait alors très graduellement ; l'émail, devenu liquide lors de l'élévation de la température, se solidifie en formant des cristaux. L'ajout de zinc ou de rutile favorise l'apparition des cristaux, parfois de grande taille.
Les cristaux formés sont en général du Zn2SiO2, qui se dépose, atome par atome, autour d'un noyau et se cristallise naturellement, en forme de fleurs ou de flocons de neige, sur les pièces émaillées.
Pour que le résultat soit intéressant, il faut que la matière située autour du cristal se solidifie sous forme vitreuse (non cristallisée). On obtient alors par exemple un cristal bleu de nickel entouré d'une matière vitreuse jaune.
Ce phénomène peut être rapproché du processus qui, en hiver, produit des cristaux de glace sur le pare-brise d'une voiture.
La maîtrise du procédé des émaux cristallins est complexe et nécessite de longues années de travail. Le résultat est toujours aléatoire et la cristallisation commencera sur des anomalies de surface ou des particules non fondues. Une conduite du four à peine différente, et le résultat s'en trouvera bouleversé.
Certains céramistes vont opérer plusieurs cuissons, avec le risque de remettre l'ouvrage en question, pour obtenir plusieurs couleurs, ou pour ajouter des émaux traditionnels.

D'autres attaquent la nouvelle couche avec de l'acide pour obtenir des jeux de formes et de couleurs avec la ou les couches inférieures. Il est possible également de mettre une protection pour empêcher la dépose d'un nouvel émail lors d'une nouvelle cuisson.
Certains céramistes, comme les frères Mougin, ont une maîtrise presque absolue de ces superpositions.
Il n'existe encore aucun musée consacré à cette technique.

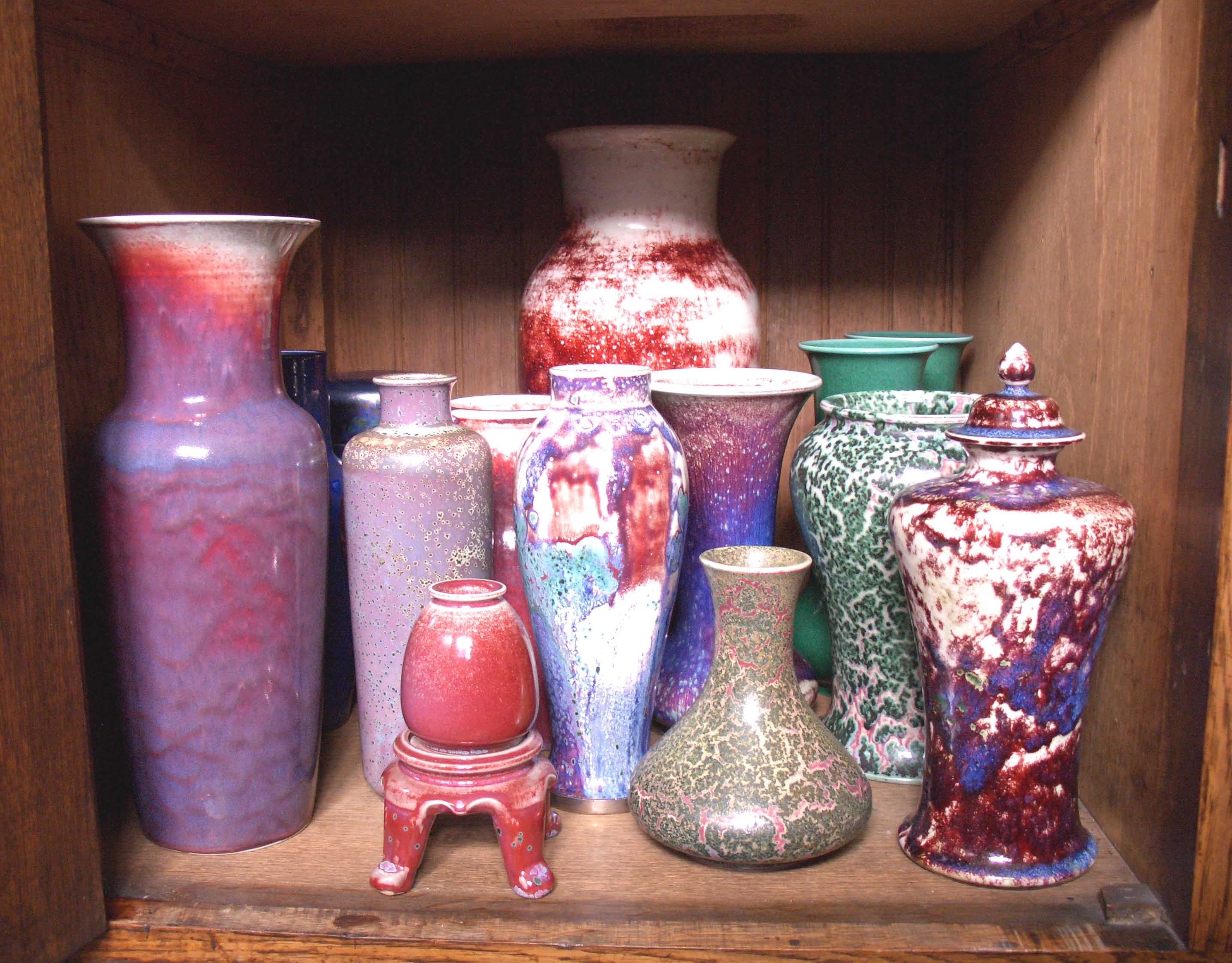
Céramiques de la manufacture Ruskin - Grande-Bretagne

## Historique
La technique des émaux cristallins aurait été mise au point par les chinois. Elle fut redécouverte dans les années 1870 par les manufacturiers européens au cours de recherches sur les émaux métalliques.
Dès 1880, Copenhague et Sèvres virent les premières leurs manufactures produire de telles pièces. En 1900, les principes fondamentaux de cette technique furent parfaitement connus et maîtrisés.
Cette technique va se diffuser très lentement. Elle est pratiquée actuellement dans tous les pays, avec une prédominance des américains, anglais et australiens.
Les céramistes et manufactures ci-après ont contribué, par leur inventivité ou leur originalité, à l'histoire de cette technique.

### En Angleterre
- Ruskin
- Bernard Moore

### En France

#### XIXesiècle
- Pierre-Adrien Dalpayrat à Bourg-la-Reine. Très grand chimiste et spécialiste des émaux, il a développé cette technique avec de belles réussites.
- Les frères Mougin, Joseph et Pierre, proche de l'école de Nancy. Ils produisirent de telles pièces à partir de 1905 à la faïencerie de Lunéville-Saint-Clément.

Leur œuvre marie à la perfection la technique et l'innovation artistique. Leurs créations, dans l'esprit de l'art nouveau, restent inégalées et inimitées. Beaucoup d'artistes dont Géo Condé ont fait un séjour dans leurs établissements.
- Alfred Renoleau à Angoulême s'y est également essayé pour des productions plus simples mais qui ne manquent pas d'intérêt.
- La manufacture de Grès de Pierrefonds, comme Denbac à Vierzon, est probablement celle qui a produit le plus grand nombre de pièces cristallines.
- Gilbert Méténier à Gannat est compté parmi les artistes les plus importants du centre de la France.

#### XXesiècleet époque contemporaine
- Certains céramistes ont constaté que les émaux cristallins pouvaient donner une texture de « peau de chat » aux vases. De longues années de recherches, une alchimie savante et l'utilisation de baryum ont permis à Yves Lambeau de fabriquer des pommes de velours, à la douceur inégalée pour une poterie.
- Didier Bellamy, à Cluny, a fait d'intéressantes recherches pour comprendre la variation des formes obtenues par la cristallisation. Ses pièces sont étonnantes par la profondeur de la glaçure obtenue, effaçant le côté rugueux du métal.
- Alain Fichot, travaillant sur les changements d'atmosphère lors de la diminution de la température, a obtenu des rouges de cuivre cristallisés.
- Daniel de Montmollin, céramiste reconnu, travailla sur des émaux qui présentent un phénomène aléatoire. Ces « nucléations », qui font penser à des cristallisations, sont obtenues avec de la cendre de foin et du titane.
- Jean Girel, par ailleurs historien hors pair des émaux, a développé une œuvre personnelle qui illustre la diversité des techniques de l'émail céramique.
- Denis Caraty, céramiste spécialisé en cristallisations, a développé des glaçures cristallines sur fonds rouges flammés intenses, jusque-là inégalées, en cuisson oxydante dans un four électrique à cône 8. Il a aussi mis au point des glaçures cristallines autoréductrices par réactions d'oxydo-réduction in vitro, tels ses bleus de fer et ses bleus de titane réalisés en cuisson oxydante électrique[2].
- Guillaume Common, premier prix au salon des artisans d'art de Paris en 1988. Il découvre une riche palette de nuances et d'effets grâce à  sa recherche sur les combinaisons d'oxydes métalliques dans les émaux cristallisés. Il pose ses émaux sur des pièces en porcelaine, en harmonie avec leur lignes épurées.

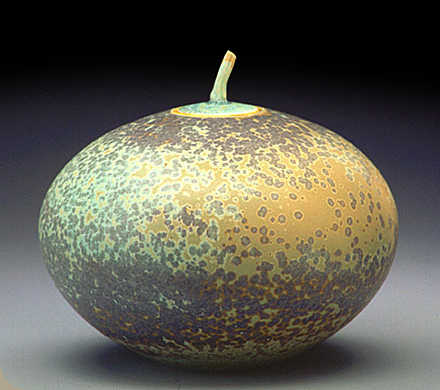
"Mother", Vase couvert en porcelaine tournée avec glaçure cristalline au baryum par John Tilton

### Aux Pays Bas
- Hein Severijns, céramiste de renom de la province du Limbourg, spécialiste des glaçures cristallines mates au baryum sur des formes tournées en porcelaine qui sont souvent des vases au col élancé fin et étroit. Ses glaçures aux couleurs tendres ont un toucher extrêmement doux et soyeux.

### Aux États-Unis
- Rockwood
- Pisgah Forest
- Fulper
- Seagrove
- Dover
- John Tilton, Alachua (Floride), spécialiste des cristallisations mates au baryum sur pièces de formes tournées en porcelaine et cuites à cône orthon 9-10 (1 290 °C environ). Il modifia les couleurs de ses émaux cristallisés par l'effet réducteur du monoxyde de carbone dans un four à gaz[3].

### Au Canada
- Bill Boyd, Galiano Island (Colombie Britannique), spécialisé dans les glaçures cristallines aux silicates de zinc cuites à cône orton 9 (environ 1 280 °C) et maintenues en palier entre 1000 et 1 100 °C pendant 3 à 5 heures. Il modifia la couleur de certaines glaçures par réduction (cuisson au four à gaz sous atmosphère réductrice). Ses pièces uniques sont obtenues par tournage de porcelaine ou de grès[4].